# Ewa Aulin
Ewa Aulin (Landskrona, 13 februari 1950) is een Zweeds actrice.

## Biografie
Toen Aulin in 1965 de titel Miss Teen Sweden won, werd ze ontdekt door de internationale filmindustrie. Nadat ze in 1966 ook nog eens de titel Miss Teen International won, kreeg ze rollen in films. Hoewel ze eerder een rol had in een korte film van haar buurman, kreeg de actrice nu rollen in grotere films. In 1967 kreeg de actrice een Italiaans filmcontract en was ze te zien in een aantal vergeten films.
Aulin werd bij een uitgebreider publiek opgemerkt als actrice toen ze in 1968 de hoofdrol kreeg in de Amerikaanse film Candy. Hierin was ze te zien naast onder andere Marlon Brando, Ringo Starr, John Huston, Walter Matthau en Richard Burton. Aulin werd door haar verschijning bij de Golden Globes in 1969 genomineerd voor Most Promising Newcomer.
Aulin was in 1970 nog naast Gene Wilder te zien in Start the Revolution Without Me, voordat ze weer terugviel naar een reeks lowbudgetfilms. Na in 1973 nog te zien zijn geweest in de Italiaanse horrorfilm Death Smiles on a Murderer, besloot ze uit de filmindustrie te stappen om te studeren en later lerares te worden. Later trouwde ze ook en kreeg ze twee kinderen.

## Filmografie
- 1965:Djävulens instrument - The Girl
- 1967:Don Juan in Sicily - Wanda
- 1967:I Am What I Am - Jane Burroughs
- 1968:La Morte ha fatto l'uovo - Gabrielle
- 1968:Candy - Candy Christian
- 1970:Microscopic Liquid Subway to Oblivion - Elizabeth
- 1970:Start the Revolution Without Me - Christina of Belgium
- 1971:La Controfigura - Lucia
- 1972:Rosina Fumo viene in città... per farsi il corredo - Actrice
- 1972:Questa specie d'amore - Isina
- 1972:Fiorina la vacca - Giacomina
- 1973:Long Lasting Days - Anna Andersson
- 1973:Quando l'amore è sensualità - Actrice
- 1973:Il Tuo piacere è il mio - Actrice
- 1973:Death Smiles on a Murderer - Greta von Holstein
- 1973:Ceremonia sangrienta - Marina